# Сафронов Павло Степанович
Павло Степанович Сафронов (1898; Харків, Російська імперія — близько 1978) — український радянський бібліотекар, директор Харківської державної наукової бібліотеки ім. В. Г. Короленка та бібліотеки Українського заочного педагогічного інституту, заступник директора Центральної наукової бібліотеки Харківського університету.

## Життєпис
Петро Сафронов народився у 1898 році в Харкові у робітничій родині. Освіту здобув у двокласному земському початковому училищі з чотирирічним терміном навчання. У 1910—1919 роках працював палітурником на приватному підприємстві. За радянської влади обіймав посади завідувача складом Головного поліграфічного управління Укрраднаргоспу, інструктора-палітурника, голови фабзавкому школи друкарської справи. З 1929 року працював у Головному управлінні у справах літератури та видавництв УРСР на посаді політредактора. Також продовжував здобувати освіту, закінчив дворічну партійну школу та курси політредакторів при Всеукраїнській асоціації марксисько-ленінських інститутів.
Після того як у 1932 році за результатами обстеження діяльності Харківської державної наукової бібліотеки ім. В. Г. Короленка бригадою Робітничо-селянської інспекції було звільнено керівництво бібліотеки та завідувач науково-методичного відділу Борис Борович, було вирішено призначити на посаду директора «відповідального функціонера» — Павла Сафронова. Він повинен був забезпечити діяльність установи «як провідного державного книгосховища, науково-бібліографічного та методико-бібліотечного центру всесоюзного значення». Через те, що бібліотека, як державне книгосховище, не мала права видавати обов'язковий примірник, довелося припинити роботу індивідуального абонементу в 1932 році. Після публікації у журналі «Культфронт» № 15 за 1933 рік, в якій розкритикували цей «ненормальний захід», під керівництвом Павла Сафронова у бібліотеці був запроваджений міжбібліотечний абонемент.
Найбільшу увагу новий директор приділяв науково-методичному відділу, при якому Сафронов ініціював створення науково-бібліографічної та науково-методичної комісій. Одною з головних цілей новоутворених комісій була перебудова та реорганізація бібліотечних каталогів після «ідеологічного прориву» заподіяного Борисом Боровичем. Сафронов вважав, що бібліотека повинна максимально задовольняти запити читачів щодо дореволюційної української та російської літератури, тому він підтримав ініціативу з виділення фонду стародруків, рідкісних видань та видань з автографами. Проте, водночас, директор був прихильником практики вилучення застарілої та ідеологічно шкідливої літератури до спецфонду бібліотеки.
Був членом ВКП(б).
У червні 1949 року був призначений заступником директора Центральної наукової бібліотеки Харківського університету та перебував на цій посаді до березня 1958 року, коли був переведений на посаду завідувача відділу рідкісної книги та мистецтва. У жовтні того ж року був переведений до Українського заочного педагогічного інституту.

## Нагороди
- Орден «Знак Пошани» (1944)[6]
- Медаль «За трудову доблесть»[6]